# Ray Phiri
Raymond Chikapa Enock Phiri (23 de março de 1947 - 12 de julho de 2017) foi um músico de jazz sul-africano. Phiri foi fundador da banda Stimela e ainda participou da digressão Graceland junto a Paul Simon.